# San Bernardino Mountains
San Bernardino Mountains je pohoří v Jižní Kalifornii, ve Spojených státech amerických. Leží severovýchodně od Los Angeles a San Bernardina, na jihozápadě San Bernardino County a v centrální části Riverside County, ve státě Kalifornie.
Nejvyšší horou pohoří je San Gorgonio Mountain s 3 505 m,
současně také nejvyšší vrchol Jižní Kalifornie.

## Geografie
San Bernardino Mountains se rozkládá ze severozápadu na jihovýchod v délce okolo 80 km, šířku má okolo 40 km. Na severozápadě navazuje na San Bernardino pohoří San Gabriel Mountains, na jihovýchodě přechází v Little San Bernardino Mountains. Severně a severovýchodně leží Mohavská poušť, jižně pohoří San Jacinto Mountains. Nejvyšší vrchol pohoří San Gorgonio Mountain leží na východě.
Součástí pohoří San Bernardino je les San Bernardino National Forest s rozlohou 2 630 km². Severně od hor San Gorgonio a Sugarloaf Mountain (3 033 m) se na řece Santa Ana River nachází rozlehlá nádrž Big Bear Lake. Přehrada byla postavena v roce 1884. V okolí jezera rostou jedny z největších borovic pokroucených na světě. Mají obvod kmene více než 6 metrů a dosahují výšky přes 30 metrů.

## Turistika
San Bernardino National Forest navštíví každý rok více než 6 miliónů návštěvníků. Oblast není zatížená pouze turismem, ale také smogem z 5 miliónů automobilů, které se pohybují po Los Angeles County.

### Galerie

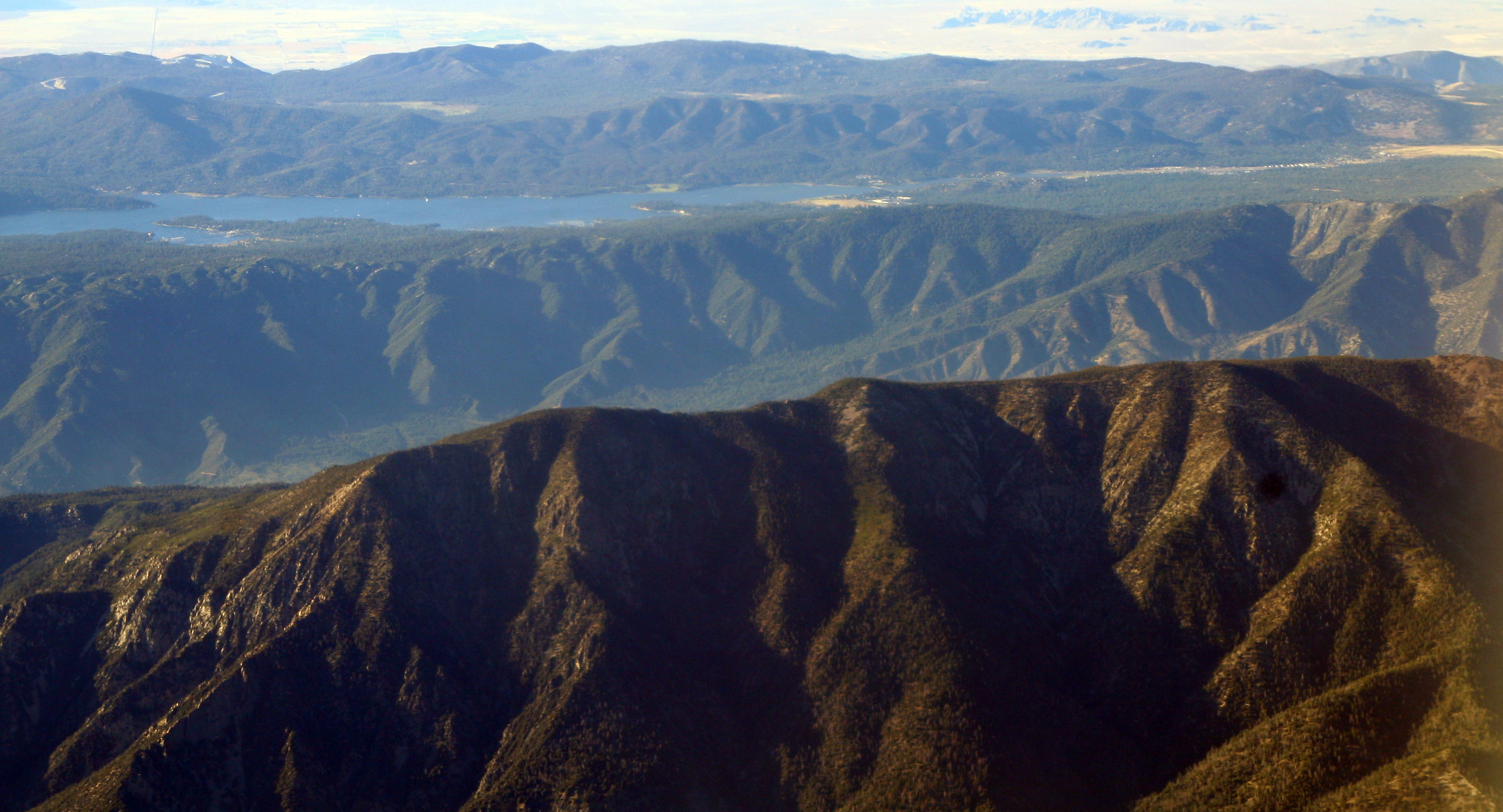
San Gorgonio, za ním Velké Medvědí jezero.
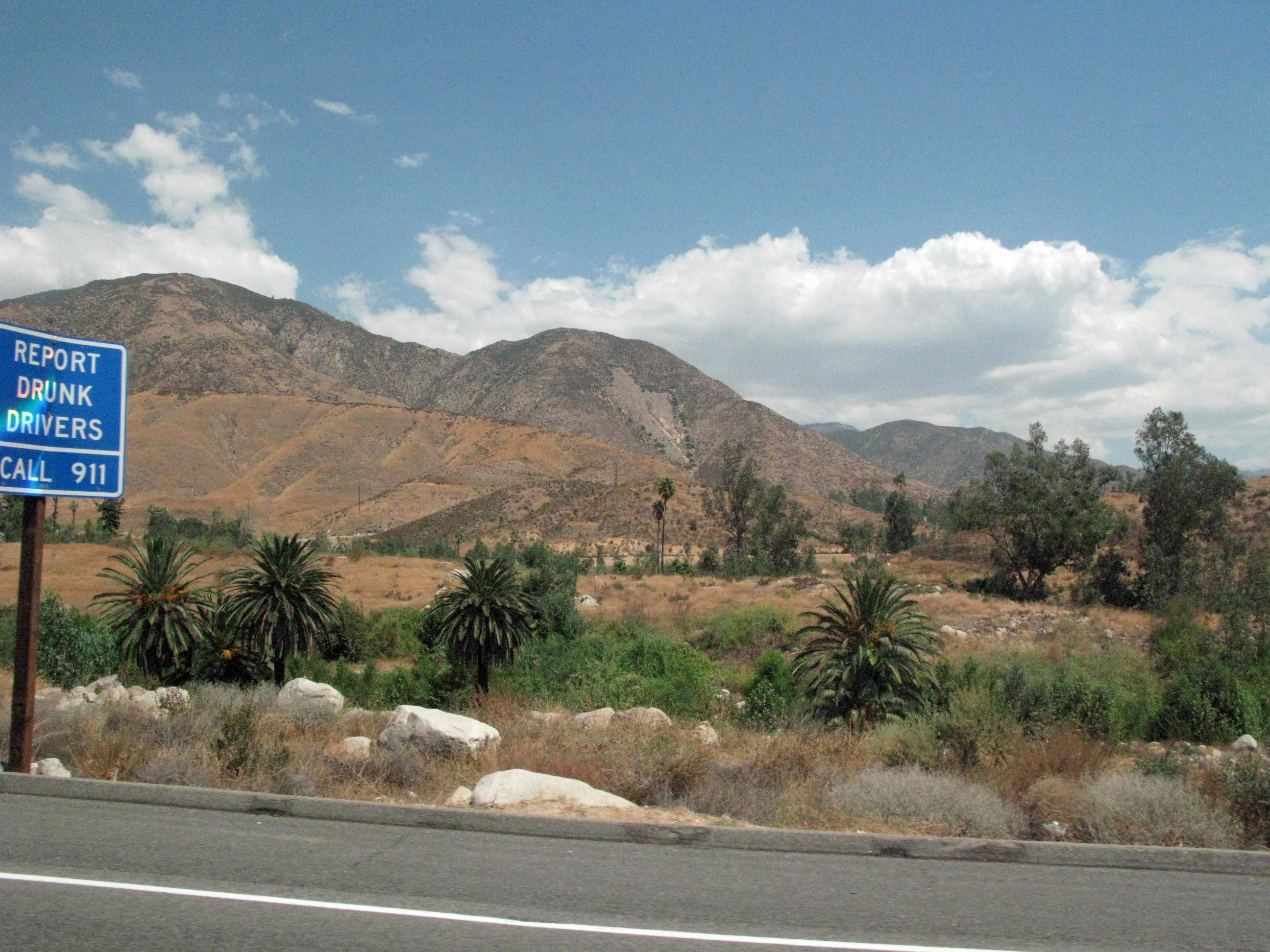
Arrowhead, San Bernardino Mts.
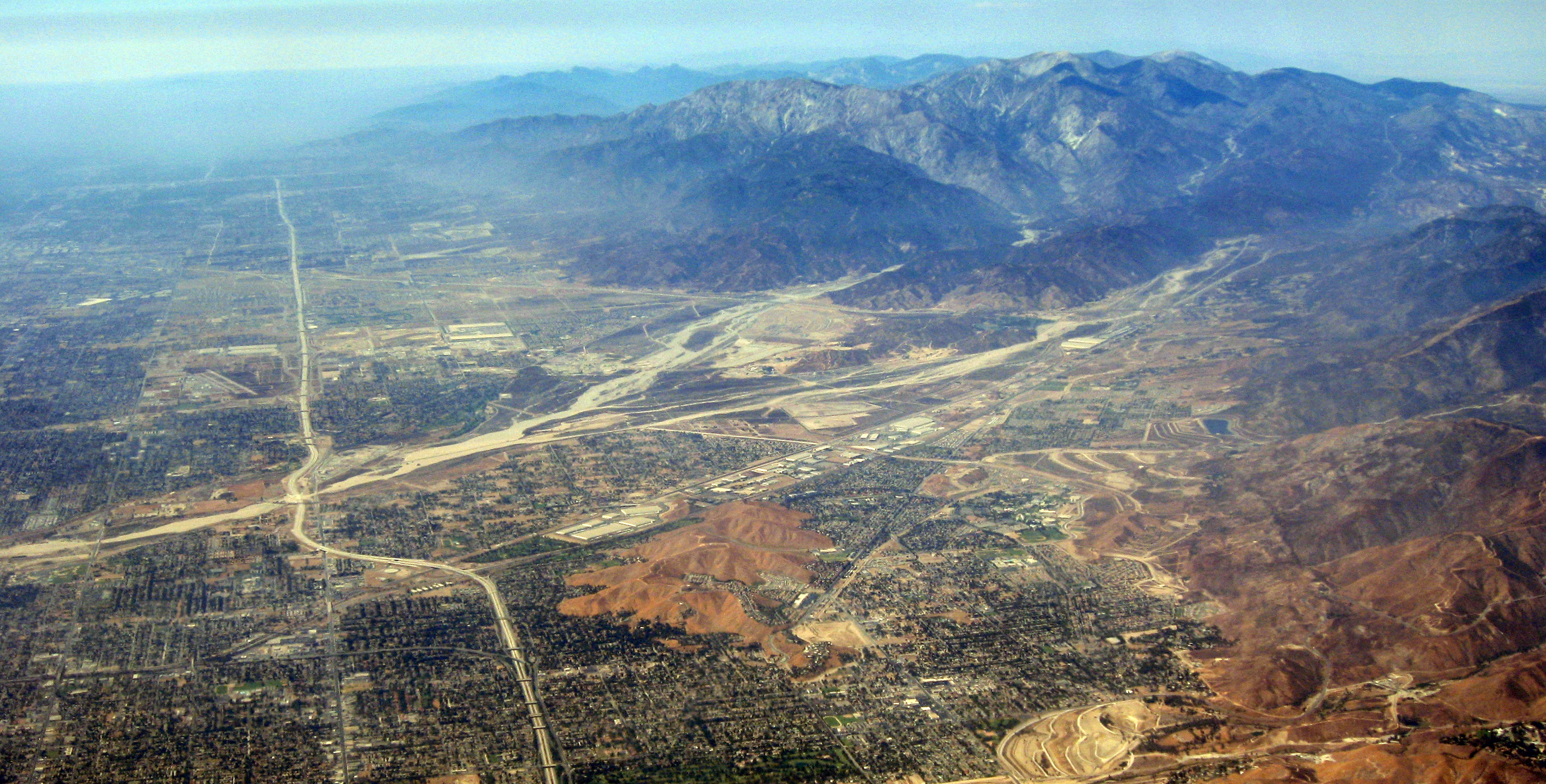
Losangeleská pánev a San Bernardino Mts.
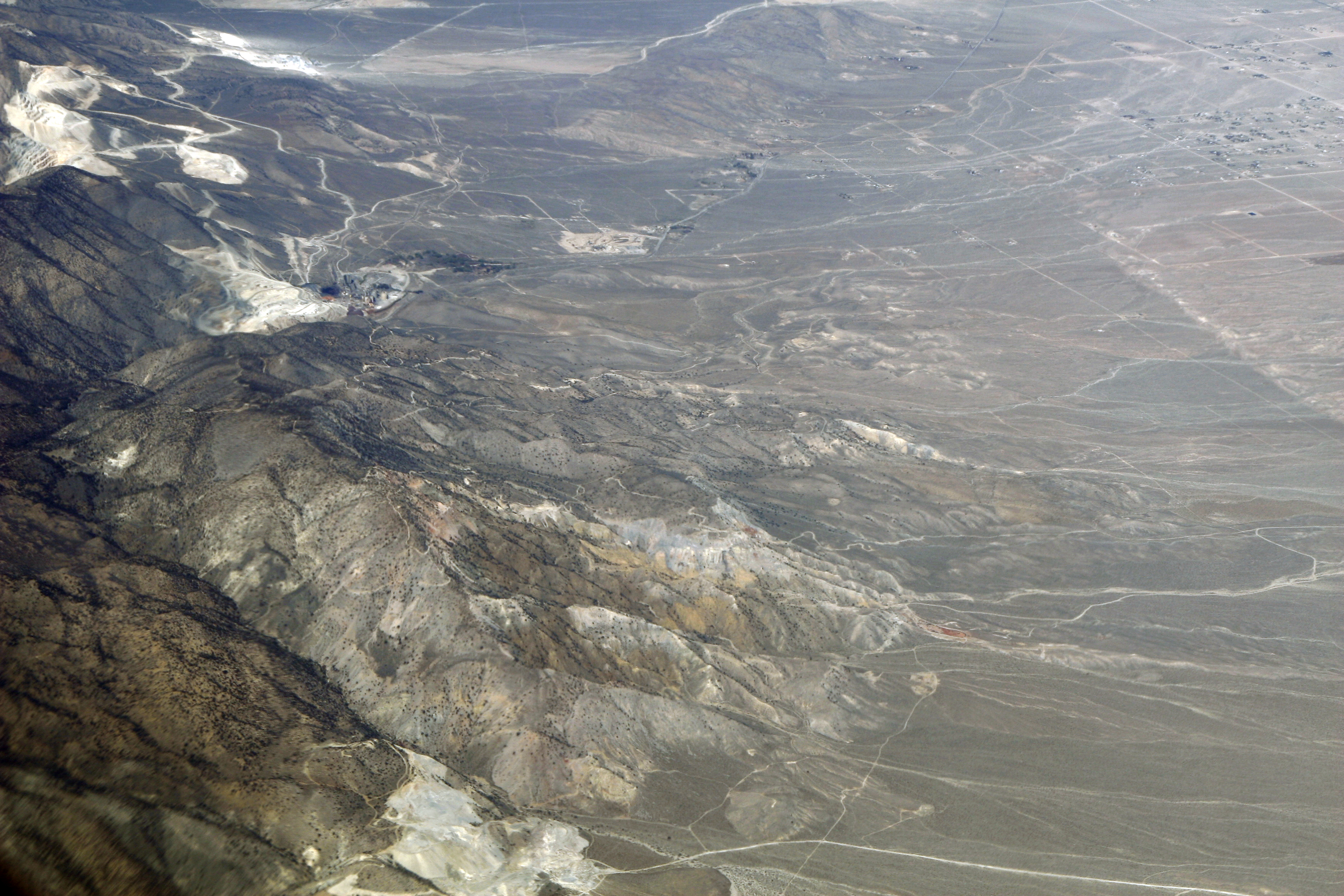
San Bernardino přechází v Mohavskou poušť.